# Random Hearts
Random Hearts es una película estadounidense de 1999 dirigida por Sydney Pollack, protagonizada por Harrison Ford y Kristin Scott Thomas y basada en la novela homónima de Warren Adler.

## Argumento
Dutch Van Den Broek (Harrison Ford) es un policía de asuntos internos, felizmente casado con su encantadora esposa, Peyton Van Den Broeck (Susanna Thompson). Por su parte, Kay Chandler (Kristin Scott Thomas) es una congresista muy respetada, esposa de Cullen Chandler (Peter Coyote); el matrimonio, además, tiene una hija adolescente, Jessica Chandler (Kate Mara).
Tanto Kay como Dutch no saben que sus respectivas parejas tienen un idilio entre ellas. El secreto saldrá a la luz cuando Cullen Chandler y Peyton Van Den Broeck mueren en un fatal accidente aéreo, cuando un Boeing 737 se estrella tras el despegue en el vuelo de la ruta Washington D. C. rumbo a Miami.
Kay y Dutch comprueban que la pareja iba sentada en asientos contiguos, que se habían registrado con nombre “Chandler”, y entre sus pertenencias encuentran dos llaves iguales, llaves que no saben qué abren.
Desde este momento, Dutch y Kay se dedicarán a buscar qué es lo que abrían ambas llaves, y tratar de descubrir si el idilio de sus respectivas parejas era algo importante, o simplemente era una relación esporádica.

## Reparto
- Harrison Ford - William "Dutch" Van Den Broek
- Kristin Scott Thomas - Kay Chandler
- Charles S. Dutton - Alcee
- Bonnie Hunt - Wendy Judd
- Dennis Haysbert - Detective George Beaufort
- Sydney Pollack - Carl Broman
- Richard Jenkins - Truman Trainor
- Paul Guilfoyle - Dick Montoya
- Susanna Thompson - Peyton Van Den Broeck
- Peter Coyote - Cullen Chandler
- Kate Mara - Jessica Chandler
- Dylan Baker - Richard Judd
- Lynne Thigpen - Phyllis Bonaparte
- Reiko Aylesworth - Mary Claire Clark
- Edie Falco - Janice

## Recepción crítica y comercial
Según la página de Internet Rotten Tomatoes recibió un 15% de comentarios positivos, llegando a la siguiente conclusión: «Ni siquiera Harrison Ford puede salvar el argumento aburrido y el ritmo lento de la película.» A destacar el comentario de Michael Willmington: 

«No está demasiado bien escrita, y es aburrida.»
Michael Willmington.

Según la página de Internet Metacritic recibió críticas negativas, con un 38%, basado en 35 comentarios de los cuales solo 6 son positivos. Recaudó 32 millones de dólares en Estados Unidos. Sumando las recaudaciones internacionales la cifra asciende a 74 millones. El presupuesto invertido en la producción fue de 64 millones.

## Locaciones
Random Hearts se rodó de septiembre de 1998 a febrero de 1999 en diversas locaciones de Estados Unidos, destacando la ciudad de Nueva York, Miami, Washington y Bethesda.

## DVD
Random Hearts salió a la venta el 29 de febrero de 2000, en formato DVD. El disco, en edición especial, contiene menús interactivos, acceso directo a escenas, subtítulos en múltiples idiomas y comentarios del director Sydney Pollack. En España se encuentra disponible en formato DVD. El disco contiene menús interactivos, acceso directo a escenas, subtítulos en múltiples idiomas, making of, filmografías selectas, escenas eliminadas, banda sonora, comentarios, entrevistas y tráiler cinematográfico.